# Иваньково (Северо-Западный административный округ)
Ива́ньково — бывшая деревня в Северо-Западном административном округе Москвы, на территории района Покровское-Стрешнево.

## Местоположение
Находилась на берегу реки Химка в двух верстах от впадения её в Москву-реку, между деревнями Захарково, Щукино, Тушино и усадьбой Покровское-Стрешнево. На противоположном берегу реки находился Иваньковский лес, ныне известный как часть лесопарка Покровское-Стрешнево. По этой стороне проходило Петербургское (ныне Ленинградское) шоссе с расположенной на нём деревней Никольское (ныне район Водного стадиона), о которой доныне напоминает Никольский тупик (бывший одной из улиц Иванькова).
С постройкой в 1937 году канала Москва-Волга деревня оказалась в треугольнике между рекой, шлюзами канала и Химкинским водохранилищем.

## Ранняя история
Иваньково впервые упоминается в XVI веке под именем Оносьино — судя по всему, по одному из ранних владельцев местности. По всей видимости с XIV века, наряду с соседним Тушиным, принадлежало боярину Родиону Несторовичу и его потомкам Тушиным. Границей владений Родиона Несторовича — Тушиных очевидно являлась Химка, так как известно, что во второй половине XV века сёла по левому берегу её: Святые Отцы (Всехсвятское, ныне район Сокола), Щукино и Нахинское (Никольское) — составляли вотчину князя Ивана Юрьевича Патрикеева.
Во времена Ивана Грозного Оносьино принадлежало братьям Степану и Федору Тушиным, у которых к 1584 г. было куплено дьяком Елизаром Ивановичем Благово, в результате чего за деревней около столетия сохранялось второе название — «Блаженки». Согласно писцовой книге 1584 г.: «За Елизарьем за Ивановым сыном Благово в вотчине, что преж сего за Степаном да за Федором за Тушиными купли:… деревня Оносьино на усть речки Хинки, пашни паханые середней земли 6 четьи, да перелогу 4 четьи в поле, а в дву потомуж, сена 100 копен, лесу дровяного 4 десятины». Затем, однако, Дмитрий Тушин выкупил родовое владение. В Смутное время деревня была разорена, а в 1623 г. «пустошь, что была деревня Оносина на речке Химке», купил у Дмитрия Тушина известный дипломат дьяк Иван Тарасьевич Грамотин, который был одной из ключевых фигур московского правительства во время польской оккупации — что, впрочем, не помешало ему занять видное место в Думе Михаила Федоровича. От него деревня получила своё современное название, первоначально звучавшее как «Ивановское».

## Иваньково при Стрешневых
После смерти Грамотина бездетным в 1638 году, Оносьино-Блаженки-Ивановское было отдано свойственнику царя — стольнику Родиону Матвеевичу Стрешневу (родственнику второй жены Михаила Фёдоровича, Евдокии Стрешневой, впоследствии дядьке, то есть воспитателю, Петра I). За его потомками оно оставалось до самой революции, как и соседнее Покровское-Стрешнево, также приобретенное Р. М. Стрешневым несколько позже Иванькова. Согласно переписной книге 1678 г., за Р. М. Стрешневым (уже боярином) значилась «деревня Оносьина, а Блаженки Ивановское тож, на речке на Хинке, что было допреж сего за Иваном Грамотиным, а в ней на мельничных двух дворах деловых людей 20 человек, крестьянских 5 дворов, людей в них 12 человек, и бобыльских 2 двора, людей в них 6 человек».
После смерти последнего в 1687 г. имением владели его сын Иван Родионович (ум. в 1739 г.) и внук, генерал-аншеф Петр Иванович (ум. в 1771 г.). При последнем, в Иванькове было 11 дворов с 68 жителями (35 мужчин и 33 женщины) и две (существовавшие уже с XVII в.) мучные мельницы «одна о двух, а другая о трёх поставах…». После его смерти деревней владела его дочь генеральша Елизавета Петровна Глебова, которой после пресечения в 1803 г. мужской линии рода, была пожалована двойная фамилия Стрешнева-Глебова.
Наследником Елизаветы Петровны был гвардии полковник Евграф Петровичу Глебов-Стрешнев (внук Елизаветы Петровны и сын генерал-майора Петра Фёдоровича Глебова-Стрешнева). Согласно «Указателю селений и жителей уездов Московской губернии» К. Нистрема (1852), за ним в Иванькове значилось 8 дворов, где проживали 43 души мужского пола и 44 женского.

## Вторая половина XIX—XX век
В 1850-х годах в Иванькове была открыта сукновальная фабрика купца Ивана Сувирова. В 1871 году рядом открылось красильное заведение местного крестьянина Александра Дорофеева, начинавшего работником у Сувирова.
К тому времени Иваньково прославилось как дачная местность. В путеводителе по московским окрестностям С. М. Любецкого (1877) о нём говорится: «Прекрасное по своей гористой местности и удобству селение Иваньково; там летом во множестве обитают московские переселенцы».
Владелица княгиня Евгения Шаховская-Стрешнева-Глебова, будучи председательницей Московского общества вакационных колоний для детей, в 1884 году устроила в Иванькове на двух дачах вакационную колонию (летний лагерь), куда ездили главным образом воспитанницы женских гимназий из необеспеченных семей. Местные крестьяне получали хороший доход от сдачи внаём домов. Дачи в Иванькове были облюбованы актёрами Художественного театра, одним из первых был художник-декоратор театра Виктор Симов, построивший оригинальную дачу-мастерскую в виде парохода. Симов строил дачи и для своих коллег, например, сохранившиеся до наших времён дача «Грековка» (1890-е), дача Василия Лужского «Чайка» (1904), а также дачу миллионера Владимира Носёнкова, которую Симов построил в 1909 году в соавторстве с известным впоследствии авангардистом одним из братьев Весниных, Леонидом. В Иваньково в 1903 году звал больного уже Антона Чехова Владимир Немирович-Данченко: «Расспрашивал вчера Симова, каков климат в его Иванькове (за Всехсвятским). Он говорит, что до него там жил Эрисман<знаменитый врач-гигиенист> и утверждал этот Эрисман, что там лучший климат из всех подмосковных местностей. И рыбы много! (…) Может быть, ты и работал бы продуктивнее при таких условиях?».
В Иванькове на даче жил Алексей Николаевич Толстой; его рассказ «Буря» помечен в рукописи: «10 июня 1915 г. Иваньково». Название деревни упоминается в романе «Пётр Первый».
Справочник 1912 года отмечает владения Симова, Носёнкова, С. Уманского, а также имение владельца Трёхгорной мануфактуры Николая Прохорова.
К началу XX века в деревне жили 146 человек, в 1912 годов насчитывалось 38 дворов и красильно-скорняжное заведение, принадлежавшее тогда купцу Василию Охлопкову.
В 1904 году была построена небольшая часовня-столб (архитектор Василий Борин). Часовня была посвящена канонизированному в предыдущем году Серафиму Саровскому.

## Советское время
В 1918 г. по личному указанию Ленина дачи были отняты у артистов и отошли под санаторий РКП(б), впоследствии Московского горкома, который получил название «Чайка» по даче Лужского (с 1991 — пансионат Управления делами мэрии Москвы). В 20-е годы в Иванькове по-прежнему отдыхал Алексей Толстой. М. А. Булгаков записал в дневнике 2 сентября 1923 г.: «Сегодня я с Катаевым ездил на дачу к Алексею Толстому (Иваньково). Он сегодня был очень мил».
В 1931 г. открылась фабрика детских педагогических игрушек и термометров, относительно крупная (350 человек), но с большой текучестью кадров из-за отсутствия жилья. Вскоре началось строительство канала Москва-Волга, и часть фабричной территории отошла под лагерь «Дмитровлага». (Сторожевая вышка этого лагеря сохранялась до 1995 г.) Канал прошёл по землям Иванькова. В 1938 г. Иваньково, уже рабочий посёлок, вошло в состав города Тушино. Остатки деревни просуществовали до конца 80-х годов. В конце 1990-х гг. на месте деревни был выстроен комплекс таунхаусов «Покровские холмы», Англо-американская школа при посольствах США, Великобритании и Канады и многоэтажное здание фирмы «Конти».
Часовня была разорена в 1920-е гг. и снесена со своего основания при строительных работах в 1981 г, но не разрушена, и долгое время потом ещё лежала рядом (в таком виде она и зафиксирована на фотографиях в книге П. Паламарчука «Сорок сороков»). В конце 1990-х неизвестными москвичами подлинное место часовни было обозначено обломками кирпича. Окончательно остатки часовни исчезли в конце 1990-х годов при строительстве комплекса таунхаусов «Покровские холмы».
В настоящее время о деревне напоминают Иваньковский проезд, Иваньковское шоссе и Никольский тупик — дороги соединявшие деревню с Волоколамским шоссе и усадьбой Покровское-Стрешнево, а также c Ленинградским шоссе через дамбу Химкинского водохранилища.